# Geologiskt forum
Geologiskt Forum är en svensk populärvetenskaplig tidskrift som handlar om geovetenskap. Tidningen ges ut av Geologiska Föreningen och kommer ut med fyra nummer per år.